# NGC 4775
NGC 4775 ist eine Spiralgalaxie vom Hubble-Typ Scd und liegt im Sternbild Jungfrau. Sie ist schätzungsweise 66 Millionen Lichtjahre von der Milchstraße entfernt.
Die Galaxie wurde am 17. April 1784 von William Herschel entdeckt.

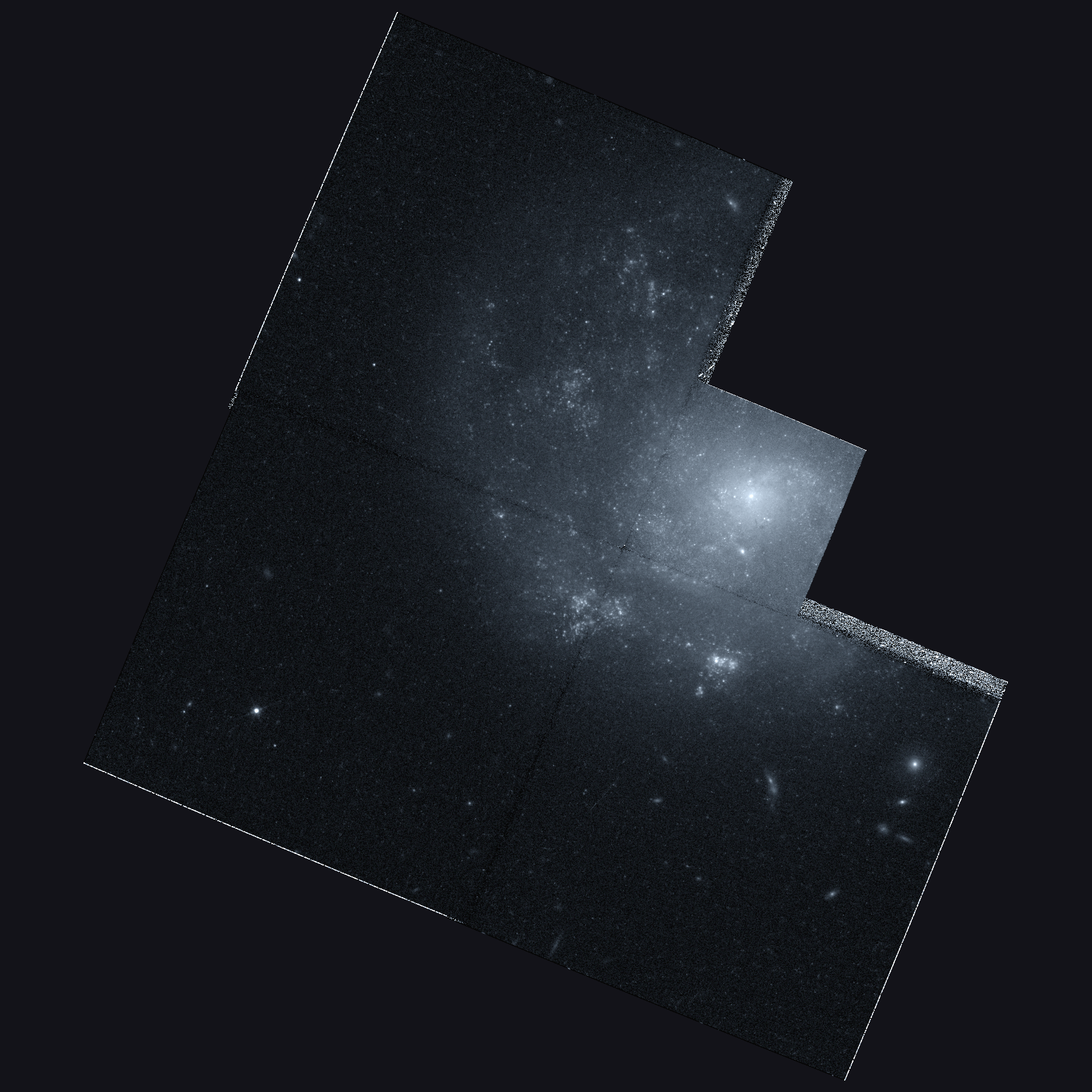
Hochaufgelöste Infrarotaufnahme der Spiralgalaxie NGC 4775, erstellt mithilfe des Hubble-Weltraumteleskops